# Georges-Prudent Bruley
Pour les articles homonymes, voir Bruley (homonymie).
Pour les autres membres de la famille, voir Famille Bruley.
Georges-Prudent Bruley, né à Tours le 4 mars 1830 et mort au château des Girardières à Vouvray le 23 octobre 1898, était un magistrat français, notoire comme auteur d'ouvrages historiques.

## Biographie

### Famille
Fils de Prudent Bruley, préfet et d’Élisabeth Léveques des Varannes, 
Il est le père de Mgr Georges-Prudent-Marie Bruley des Varannes et du militaire Charles-Prudent Bruley des Varannes (1867-1953), chevalier de l'ordre de la Légion d'honneur.

### Carrière professionnelle
Il commence sa carrière comme substitut à Beaupréau, puis est nommé à Laval en janvier 1857. Procureur à Mayenne en 1861, il est vice-président du tribunal civil du Mans la même année, puis président à Laval en octobre 1873. Il est glorieusement expulsé de son siège en 1883. Il fut maire de Montigné-le-Brillant.

## Publications
Georges-Prudent Bruley est l'auteur de plusieurs ouvrages historiques :
- Généalogie de la famille Bruley, Ernest Mazereau, Tours, 1879, [lire en ligne]
- Le général Chabert et Napoléon Ier : d’après une correspondance inédite, éd. J. Gervais, Paris, 1886
- Un Angevin d'autrefois, René-Thibault Chambault, échevin d'Angers et conseiller perpétuel (1744-1811), Revue de l'Anjou, 1890.
- Les Antilles pendant la Révolution française : d’après la correspondance inédite de César-Dominique Duny, consul de France à Curaçao, Lafolye, Vannes, 1890 puis réédité aux éd. caribéennes, Paris, 1989
- Quelques Correspondants de René-Thibault Chambault, échevin d’Angers et conseiller perpétuel  : Tridon, l’abbé de Cornillon, l’abbé de Salin, le P. Corbin (1782-1788), éd. Germain et G. Grassin, Angers, 1891,
- Un Homme de cœur. Prudent-Jean Bruley, avocat du roi, président-trésorier de France, maire de Tours, député à l'Assemblée législative de 1791, président du Conseil général d'Indre-et-Loire, 1759-1847, Angers, éditions Germain et Grassin, 1901.

## Pour approfondir